# St. Fridolin (Bettmaringen)

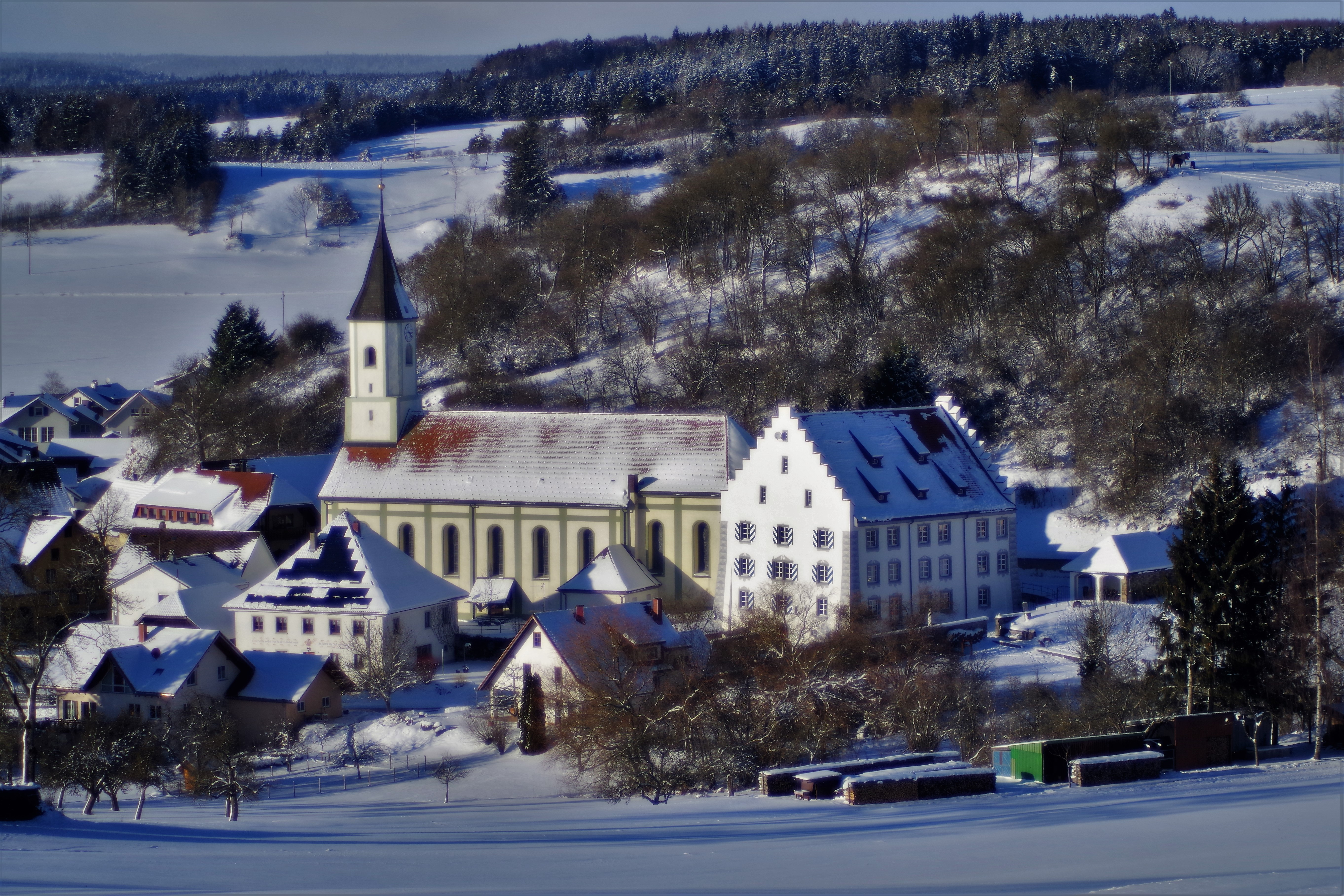
St. Fridolin in Bettmaringen

Die römisch-katholische Pfarrkirche St. Fridolin steht in Bettmaringen, einem Stadtteil von Stühlingen im Landkreis Waldshut in Baden-Württemberg. Die Kirchengemeinde gehört zum Dekanat Waldshut im Erzbistum Freiburg. Die Kirche ist als Denkmal beim Landesamt für Denkmalpflege Baden-Württemberg eingetragen.

## Beschreibung
Die neuromanische Saalkirche wurde 1828–31 nach einem Entwurf des Bezirksbaumeisters errichtet und 1839 erneuert. Sie besteht aus einem Langhaus mit sechs Jochen, einem eingezogenen, dreiseitig geschlossenen Chor mit zwei Jochen im Osten. Aus dem Satteldach des Langhauses erhebt sich über dem westlichen Joch ein quadratischer Dachreiter, auf dem ein achteckiges Geschoss mit einem spitzen Helm sitzt. 
Die Kirchenausstattung im neuromanischen Baustil entstand zwischen 1895 und 1905. Die Orgel wurde 1855 von Jacob Forrell gebaut.